# Schalkau
Schalkau település Németországban, azon belül Türingiában. Lakosainak száma 3199 fő (2023. december 31.).

## Népesség
A település népességének változása:
| Lakosok száma | 2882 | 2915 | 3268 | 3266 | 3199 |
|               | 2017 | 2019 | 2021 | 2022 | 2023 |